# Ossi Reichert
Rosa „Ossi“ Reichert (* 25. Dezember 1925 in Sonthofen; † 16. Juli 2006 in Ofterschwang) war eine deutsche Skirennläuferin. 

## Leben
Reichert zählte zu den deutschen Sportassen der 1950er Jahre und war Olympiasiegerin im Riesenslalom bei den Olympischen Winterspielen 1956 in Cortina d’Ampezzo. Sie war die erste deutsche Ski-Olympiasiegerin nach dem Zweiten Weltkrieg.
Die Begeisterung für den Wintersport gedieh schon in ihrer frühen Jugend. Im heimatlichen Allgäu boten sich Ossi Reichert ausgiebig Gelegenheiten für Skisport. An ihrem Hausberg, dem Ofterschwanger Horn, absolvierte sie ein eifriges Training. Sie nahm an den Olympischen Winterspielen 1952 in Oslo teil und gewann im Slalom hinter der US-Amerikanerin Andrea Mead-Lawrence (2:10,6 min) mit 0,8 Sekunden Rückstand die Silbermedaille. Reicherts Teamkollegin Annemarie Buchner errang die Bronzemedaille. Zwei Jahre später gewann sie den Slalom der SDS-Rennen in Grindelwald, ehe ihr eine Knöchelverletzung eine lange Pause bescherte und ihr das vorzeitige Karriereende drohte. Nach erfolgreicher Genesung wurde Reichert bei den Olympischen Winterspielen 1956 in Cortina d’Ampezzo überraschend Erste im Riesenslalom. Ossi Reichert (1:56,5 min) nahm der Österreicherin Josefa Frandl im Rennen 1,3 Sekunden ab. Die Westdeutsche gewann bei den Winterspielen 1956 die einzige Goldmedaille für die gesamtdeutsche Equipe. Im selben Jahr wurde die Allgäuerin dreimal Deutsche Meisterin in Slalom, Riesenslalom und Kombination. Nach dem Ende ihrer sportlichen Karriere kümmerte sich die Gastwirtstochter um das elterliche Hotel in Gunzesried. Nach Ossi Reichert sind eine Skiliftanlage und eine Abfahrtsstrecke in der Allgäuer Hörnergruppe benannt.
Für ihre sportlichen Erfolge wurde sie am 11. März 1952 mit dem Silbernen Lorbeerblatt ausgezeichnet.